# Доксиадис, Константинос
Константинос Апостолу Доксиадис (греч. Κωνσταντίνος (Αποστόλου) Δοξιάδης; 14 мая 1914, Стенимахос — 28 июня 1975, Афины), — греческий архитектор и градостроитель. Получил всемирную известность как ведущий архитектор Исламабада, новой столицы Пакистана, и как отец архитектурной идеи Экистика.

## Биография

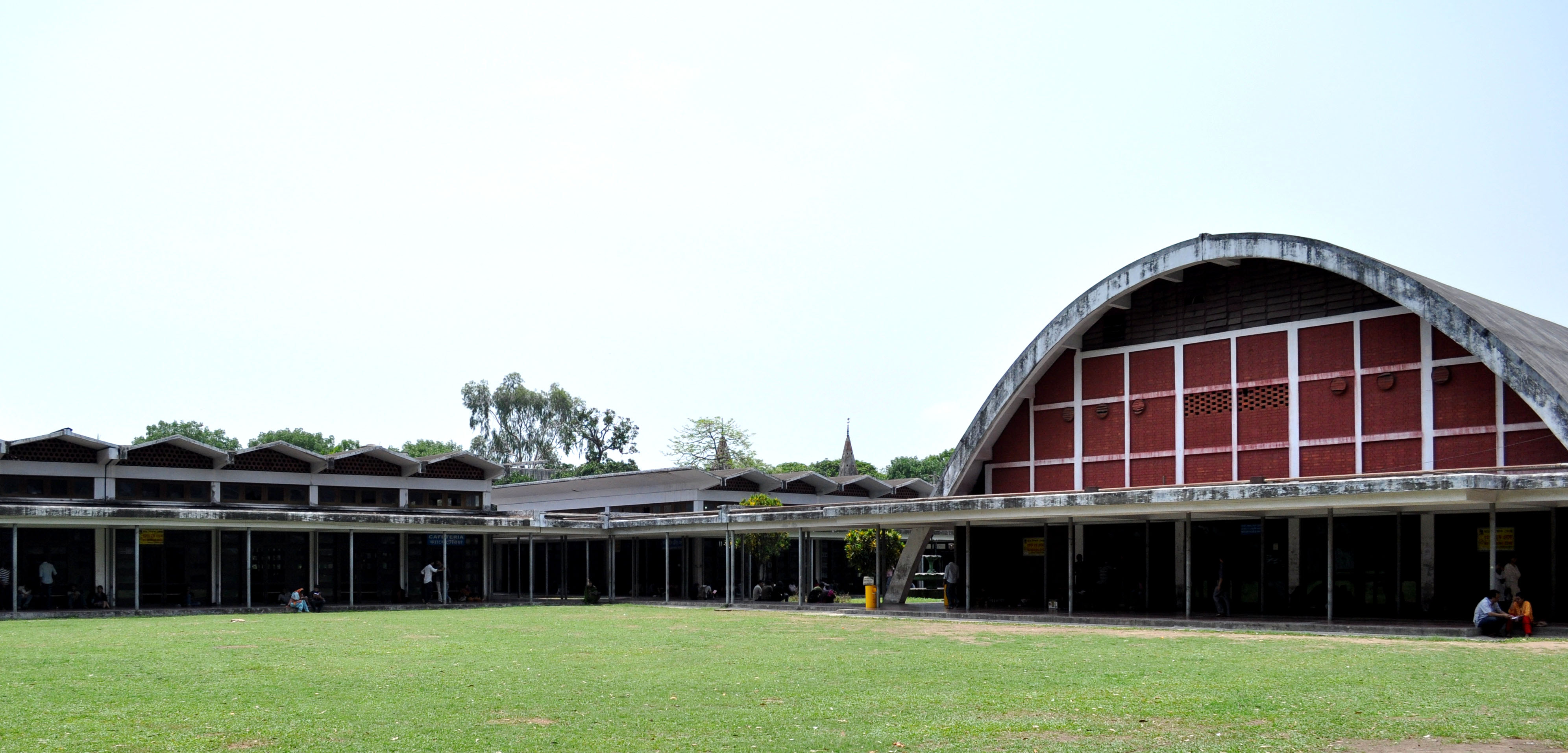
Преподавательский-студенческий центр (англ.) Университета Дакки, Бангладеш

Доксиадис родился в 1914 году во фракийском городе Стенимахос (ныне Асеновград), ещё имевшем в тот период значительное греческое население. Исход греческого населения из болгарской Фракии и Причерноморья начался после аннексии Болгарией Восточной Румелии и последовавших позже погромов греческого населения, но завершился после Первой мировой войны греко-болгарским обменом населения, согласно условиям Нёйиского мира и «протокола Политиса-Калфова», подписанного 29 сентября 1924 года. Выехав в Грецию, его отец, педиатр по образованию, в дальнейшем и на короткий промежуток времени, стал министром здравоохранения Греции.
Доксиадис окончил архитектурный факультет Афинского политехнического университета в 1935 году, и получил докторскую степень в Университете Шарлоттенбург (сегодняшний Берлинский технический университет) годом позже. В 1937 году он был назначен Главой службы городского планирования Больших Афин.

## Оккупация
В годы тройной германо-итало-болгарской оккупации Греции и сохраняя пост главы службы регионального и городского планирования,
Доксиадис возглавил группу сопротивления Гефест. Примечательно что Доксиадис одновременно издавал единственный в оккупацию журнал технического содержания, под названием «Планирование — Градостроительство — Архитектура». За своё участие в Сопротивлении Доксиадис был награждён греческим и британским правительствами.

## После войны
Доксиадис и его сотрудники, в меру своих возможностей, вели на всём протяжении войны учёт огромных людских и материальных потерь понесённых Грецией в годы Второй мировой войны.
По окончании войны и возглавляя греческую делегацию на мирной конференции в Сан-Франциско, Доксиадис представил свой доклад о жертвах понесённых Грецией. Доклад был опубликован на английском языке в следующем, 1946 году, министерством реконструкции Греции (Доксиадис, Константинос, Жертвы Греции во Второй мировой войне[The Sacrifices of Greece in the Second World War] (Athens: Ministry of Reconstruction, 1946).
Доксиадис был назначен зам-министра реконструкции и проявил себя на этом посту, и именно этот опыт позволил ему в 1950- годах получить большие подряды на строительство жилья в десятках стран.
В должности зам-министра он возглавил греческую делегацию на конференции ООН по градостроительству и развитию в 1947 году. Он также возглавил греческую делегацию на переговорах о выплате Греции итальянских военных репараций.

## Создание фирмы
В 1951 году он основал Doxiadis Associates, частную фирму консультантов-инженеров, которая быстро стала огромной фирмой с офисами на пяти континентах и с проектами в 40 странах. В 1963 году компания изменила своё имя на DA International Co. Ltd. Consultants on Development and Ekistics.
Одной из самых известных градостроительных работ Доксиадиса является Исламабад. Задуманный как новый город, его план был полностью реализован, в отличие от многих его проектов в существующих городах, где переменчивые политические и экономические силы не позволили полное осуществление его планов. План Исламабада, разделял автомобили и людей, что позволяло лёгкий и недорогой доступ к общественному транспорту и коммунальным услугам и обеспечивало низкой стоимости постепенное расширение и рост, не теряя человеческие масштабы его «общин».
Доксиадис был награждён в 1965 году Обществом промышленных дизайнеров Америки (IDSA) специальным Призом «за выдающиеся результаты, творческие и инновационные концепции и долгосрочные выигрыши для профессии индустриального дизайна, её воспитательных функций и общества в целом».

## Теории

### Экистика
Доксиадис предложил экистику как науку о человеческом поселении и наметил её цели, интеллектуальные рамки и актуальность. Основным стимулом для развития науки являлось появление более крупных и сложных населённых пунктов, с тенденцией к региональным агломерациям и даже к всемирному городу (Доксиадис использовал слово «Экуменополис»). Тем не менее экистика ставила целью включить в себя все масштабы человеческого жилья и стремилась получать информацию и учиться из археологии и исторических записей, обращая внимание не только на большие города, но как можно больше, на общие модели поселения.

### Экуменополис
В теории Экуменополиса город рассматривался как динамическое явление, развивающееся в пространстве и во времени, поскольку его развитие является непрерывным и неизбежным.
Таким образом, общая организация пространства должна быть такой, чтобы позволяла развитие города, не разрушая городскую «ткань» и не теряя человеческие масштабы.
Кроме прочего, город организуется по степеням (общины разного уровня). Степени увеличиваются с параллельным ростом населения, то-есть 1-я степень относится к кварталу 100—200 жителей, 2-я степень 500—600 жителей (как маленькое село) и т. д. Завершается схема кварталом 10-й степени, который является «Экуменополисом». Община 4-й степени является замкнутой ячейкой, где движение транспорта организовано по периферии и избегается его проникновение в ячейку узлами и тупиками («ячейки внутреннего движения» Colin Buchanan report 1960).

## Влияние
В 1960-х и 1970-х годах, градостроитель и архитектор Константинос Доксиадис был автором книг, исследований и докладов, в том числе в отношении потенциала роста мегаполиса Великих озёр.
На пике своей популярности, в 1960-х годах, он обратился к Конгрессу США о будущем американских городов, его портрет иллюстрировал обложку Time Magazine, его компания Doxiadis Associates реализовала крупные проекты жилья, городского и регионального развития в более чем 40 странах, его вычислительный центр (UNIVAC-DACC) был на переднем крае компьютерной технологии того времени и его ежегодный «Delos Symposium» (Симпозиум острова Делос) Всемирного общества экистики привлекал выдающихся мыслителей и экспертов мира.
В Греции он столкнулся с устоявшимися подозрениями и оппозицией и его рекомендации были в значительной степени проигнорированы. Выиграв два больших контракта (Национальный региональный план Греции и Генеральный план Афин) от греческой военной хунты (Чёрные полковники),
он подвергся критике со стороны конкурентов, после падения диктатуры в 1974 году, изображаемый как друг «Чёрных полковников».
Его предложение строительства нового аэродрома Афин на близлежащем острове Макронисос, где во время гражданской войны в Греции (1946—1949) и в последующие годы существовал концентрационный лагерь для коммунистов и других левых политических заключённых, вместе с предложением строительства моста, железной дороги и порта в Лаврионе, не был реализован.

## Последние годы
Его влияние было уже ослабленным к 1975 году, когда он умер. В течение последних трёх лет жизни Доксиадис боролся с редкой болезнью боковой амиотрофический склероз, которая привела его к потери речи, полному параличу и наконец к смерти. Доксиадис боролся со своей болезнью с достоинством и вёл записи о своей болезни до последнего момента, с целью помочь будущим исследователям болезни.
Его компания Doxiadis Associates сменила владельцев несколько раз после его смерти, наследники его компьютерной компании уже не ссылались на планирование Доксиадиса и экистику. Симпозиумы Делоса были прерваны и Всемирное общество экистики сегодня является организацией с неясным статусом.

## Награды
- Греческий Военный Крест за участие в греко-итальянской войне 1940 года.
- Орден Британской империи за участие в Греческом Сопротивлении и сотрудничестве с союзными силами Ближнего Востока (1945).

- Ливанский Национальный орден Кедра за заслуги в развитии Ливана (1958).
- Орден Феникса (Греция) за заслуги в развитии страны (1960).

- Премия «Sir Patrick Abercrombie Award» Аберкромби, Лесли Патрик

Международного союза архитекторов (1963)
- Золотая медаль Союза архитекторов Мексики «Cali de Oro» (1963).
- Премия союза дизайнеров США «Award of Excellence» Industrial Designers Society of America (IDSA) (1965).
- Премия «Aspen Award» Института гуманитарных наук Аспена (1966).
- Орден Югославского флага с золотым венком (1966).
- В 1976 посмертно был награждён Золотой медалью Королевского института Канады (Royal Architectural Institute of Canada).

## Публикации
- Ekistics: An Introduction to the Science of Human Settlements. New York: Oxford University Press, 1968.
- Anthropopolis: City for Human Development.New York: W.W. Norton, 1974.
- Ecumenopolis: The Inevitable City of the Future. With J.G. Papaioannou. Athens: Athens Center of Ekistics, 1974.
- Building Entopia. Athens: Athens Publishing Center, 1975.
- Action for Human Settlements. New York: W.W. Norton, 1976.
- Κωνσταντίνος Δοξιάδης: κείμενα, σχέδια, οικισμοί, εκδ.Ίκαρος, Αθήνα, 2006